# Rogiedle
Rogiedle (dawniej niem. Regerteln) – wieś w Polsce na Warmii położona w województwie warmińsko-mazurskim, w powiecie lidzbarskim, w gminie Lubomino. W latach 1975–1998 miejscowość administracyjnie należała do województwa olsztyńskiego.
Wieś wzmiankowana z 1297. We wsi gotycki kościół pod wezwaniem św. Małgorzaty, wymieniany w dokumentach już w 1358 r. Obecna budowla pochodzi z XV w., konsekrowana 15 września 1580 przez  biskupa warmińskiego Marcina Kromera. Wieża przebudowana w stylu neogotyckim w 1850 r., zakrystię dobudowano w XVII w. Ołtarz z roku 1680. W 1918 r. powiększono kościół przez dobudowanie nowej części nawy (od strony południowej). Do parafii należy także filialny kościół w Wilczkowie.

## Zabytki
- gotycki kościół z XIV wieku, przebudowany w 1919, orientowany względem stron świata, murowany, wybudowany na rzucie prostokąta. Dach dwuspadowy, wieża neogotycka ze szczytami o dwóch uskokach. Strop pokryty barokowa polichromią. Wyposażenie kościoła również barokowe z XVII w[3].